# Juraj Bonači
Juraj Bonači, hrvaški admiral, * 26. maj 1903, Milna, otok Brač, Dalmacija, Avstro-Ogrska, † 26. november 1971, Split, SR Hrvaška, SFRJ.

## Življenjepis
V času Kraljevine Jugoslavije je končal Pomorsko vojaško akademijo na Reki in francosko École Navale. Leta 1943 je vstopil v NOVJ, naslednje leto pa še v KPJ. 
Upokojil se je leta 1959.

## Odlikovanja
- Red zaslug za ljudstvo
- Red bratstva in edinstva